# Myrmarachne eidmanni
Myrmarachne eidmanni là một loài nhện trong họ Salticidae.
Loài này thuộc chi Myrmarachne. Myrmarachne eidmanni được Carl Friedrich Roewer miêu tả năm 1942.